# ラジオトゥルーティアーズ るいと穂香の瑞鳳学園放送部(T T)
ラジオトゥルーティアーズ るいと穂香の瑞鳳学園放送部(T_T)（ラジオトゥルーティアーズ るいとほのかのみずほがくえんほうそうぶ）とはPCゲーム「true tears」関連番組としてラジオ関西にて放送されていたラジオ番組である。インターネットラジオ配信サイト音泉でも再配信されていた。

## パーソナリティ
- 伊月ゆい（仲根るい 役）
- 中山恵里奈（上原穂香 役）
- 福井裕佳梨（井上祇園 役）※番組上では井上祇園の役=福井裕佳梨ということにはなっておらず、番組後半のフリートークでも祇園ちゃんと呼ばれている。

## 放送概要
- ラジオ関西：2005年11月4日～2006年3月31日、毎週金曜日26:30～27:00
- 音泉：2005年11月9日～2006年5月31日、毎週水曜日配信（5日遅れ）

## コーナー
フツオタ
普通のお便りを紹介するコーナー
祇園のちょっと一息ブレイクトーク
祇園がメインでるいと穂香でフリートークする。
川涙（隔週）
リスナーから5･7･5の各泣けるワードをランダムにそれぞれ引いて発表する。5ポイントをそれぞれ持っていて、良かったプラス、悪かったマイナスで0になったら罰ゲームをする。
トゥルーティアーズインフォメーション
トゥルーティアーズのゲームのお知らせ。
ギオンのリンリン子供電話相談室
祇園がリスナーからの悩みを解決する。
涙の校則違反(隔週）
リスナーの変な校則や変なルールを募集する。校則を破った場合どうなるかも募集する。

## 終了したコーナー
お涙頂戴ティアーズ
リスナーからの泣けるお便りを伊月と中山が紹介し、祇園が泣き具合を判定する。負けた方は罰ゲームをする。

## 主題歌
- オープニング「MELODY〜メロディ〜」

歌／佐藤ひろ美　作詞／tororo　作・編曲／藤間仁(Elements Garden)